# 1252

## Události
- 11. února – svatba Přemysla Otakara II. s o třicet let starší dědičkou Rakous Markétou Babenberskou
- 29. března – Řád německých rytířů získal darem Chomutov
- 15. května – Inocenc IV. vydal papežskou bulu Ad extirpanda, která povolila inkvizici použití tortury při výslechu heretiků
- 17. června – pražský biskup udělil řádový znak českým křížovníkům
- 29. července – řád německých rytířů založil město Castrum Memele (Klaipėda)
- Václav I. podepsal listinu práv pro plaský klášter ve „villa Dobres“ (Dobříš)
- založen cisterciácký klášter u Žďáru nad Sázavou
- založen Monastir Morača
- první zmínka o obci Dobrá Voda ve žďárském okrese
- první zmínka o obci Hořepník v okrese Pelhřimov

## Vědy a umění
- Tomáš Akvinský začal studovat v Paříži

## Narození
- 25. března – Konradin, vévoda švábský, král sicilský a titulární král jeruzalémský († 1268)
- Jindřich VI. Lucemburský, lucemburský hrabě († 5. června 1288)

## Úmrtí
- 3. února – Svjatoslav Vsevolodovič, kníže novgorodský, jurjevský a vladimirsko-suzdalský (* 27. března 1196)
- 6. dubna – Petr Veronský, italský dominikán a světec katolické církve (* 1205)
- 30. května – Ferdinand III. Kastilský, král Leónu a Kastílie (* 1199)
- 29. června – Abel Dánský, dánský král (* asi 1218)
- 1. srpna – Giovanni Carpini, italský cestovatel a františkánský mnich (* ? 1182)
- 26. listopadu – Blanka Kastilská, francouzská královna, jako manželka Ludvíka VIII., a regentka (* 1188)
- ? – Bohemund V. z Antiochie, vládce křižáckého Antiochijského knížectví a hrabě z Tripolisu (* ?)
- ? – Kateřina Sunesdotter, švédská královna jako manželka Erika XI. (* asi 1215)
- ? – Zdislava z Lemberka, česká šlechtična, zakladatelka špitálu a blahoslavená (* asi 1220)

## Hlavy států
- České království – Václav I.
- Svatá říše římská – Konrád IV. – Vilém Holandský
- Papež – Inocenc IV.
- Anglické království – Jindřich III. Plantagenet
- Francouzské království – Ludvík IX.
- Polské knížectví – Boleslav V. Stydlivý
- Uherské království – Béla IV.
- Portugalské království – Alfons III.
- Latinské císařství – Balduin II.
- Nikájské císařství – Jan III. Dukas Vatatzés